# Лопера, Франсиско
Франсиско Лопера (исп. Francisco Lopera; 10 июня 1951, Санта-Роса-де-Осос — 10 сентября 2024 или 10 сентября 2024, Антьокия) — колумбийский невролог. Он известен тем, что проводил исследования болезни Альцгеймера, диагностируя гены, которые вызывают болезнь на ранней стадии, и те, которые могут предотвратить её начало.

## Биография
Он родился в Санта-Роза-де-Осос-Антьокия, изучал медицину и неврологию в Университете Антьокии и специализировался в том же университете.
За свою карьеру в неврологии он проводил исследования генетики болезни Альцгеймера и её вариантов. Он обнаружил вариант мутации Пайса, характеризующийся сочетанием нейродегенеративных процессов и деменции, и опубликовал его в журнале Nature. Он стал преподавателем неврологии в Университете Антьокии в качестве исследователя и члена Неврологической группы Антьокии, где он был сотрудником и координатором.
В 2024 году он был удостоен Премии Потамкина, присуждаемой Американской академией неврологии и Американским фондом мозга, которая считается Нобелевской премией для тех, кто посвятил себя нейробиологии. Он был первым латиноамериканцем, получившим эту награду с момента её учреждения в 1988 году.
10 сентября 2024 года Франсиско Лопера умер в Медельине после осложнений, вызванных метастазами меланомы в мозг, в результате которых у него произошла остановка сердечно-лёгочной деятельности.